# União das Freguesias de Chamoim e Vilar
União das Freguesias de Chamoim e Vilar, kurz Chamoim e Vilar, ist eine Gemeinde (Freguesia) im Kreis (Concelho) von Terras de Bouro im Nordwesten Portugals.
Die Gemeinde entstand im Zuge der Gebietsreform vom 29. September 2013 durch die Zusammenlegung der ehemaligen Gemeinden Chamoim und Vilar. Chamoim wurde Sitz der neuen Verwaltung.
| Freguesia | Freguesia       | Freguesia | Freguesia       | ehemalige Freguesias | ehemalige Freguesias | ehemalige Freguesias | ehemalige Freguesias |
| --------- | --------------- | --------- | --------------- | -------------------- | -------------------- | -------------------- | -------------------- |
| Wappen    | Freguesia       | Einwohner | Fläche in (km²) | Wappen               | Freguesia            | Einwohner (2011)     | Fläche in (km²)      |
|           | Chamoim e Vilar | 349       | 12,57           |                      | Chamoim              | 291                  | 7,99                 |
|           | Chamoim e Vilar | 349       | 12,57           | Vilar                | 148                  | 4,58                 |                      |